# Knöringen
Knöringen település Németországban, Rajna-vidék-Pfalz tartományban. Lakosainak száma 443 fő (2023. december 31.).

## Népesség
A település népességének változása:
| Lakosok száma | 413  | 465  | 451  | 457  | 441  | 443  |
|               | 1975 | 2017 | 2019 | 2021 | 2022 | 2023 |